# Ефект Фарадея у розрідженій плазмі
Ефект Фарадея — обертання площини (в загальному випадку еліпса) поляризації електромагнітної хвилі при розповсюдженні її в гіротропному середовищі. Найбільш важливим в астрофізиці окремим випадком гіротропного середовища є розріджена плазма з магнітним полем. У ній для кожного напрямку і частоти випромінювання ν є два типи власних коливань, що розповсюджуються незалежно (нормальних хвиль, НВ) з різними (взагалі кажучи, еліптичними) поляризаціями, різними показниками заломлення {\displaystyle n_{1}} та {\displaystyle n_{2}} і коефіцієнтами поглинання {\displaystyle k_{1}} та {\displaystyle k_{2}}. При поширенні в плазмі поляризована хвиля являє собою когерентну суперпозицію НВ, що мають різні фазові швидкості: {\displaystyle c/n_{1}} та {\displaystyle c/n_{2}}. Ця відмінність призводить до зміни вздовж напрямку поширення зсуву фаз {\displaystyle \Delta \varphi } між коливаннями в складових НВ
{\displaystyle \Delta \varphi ={\frac {2\pi \nu }{c}}\int \limits _{0}^{L}(n_{1}-n_{2})dl}
(інтеграл береться вздовж шляху, що проходить випромінювання), тобто наявні зміни у відстані поляризації результуючої хвилі. Ефект Фарадея виникає у важливому частковому випадку, коли поляризації НВ близькі до кругових, тобто при
{\displaystyle {\frac {\nu _{B}}{\nu }}{\frac {\sin ^{2}\theta }{2\cos \theta }}\ll 1}
{\displaystyle \nu _{B}} — Електронна циклотронна частота,
{\displaystyle \theta } — Кут між магнітним полем і напрямком поширення випромінювання.
Кут повороту еліпса поляризації
{\displaystyle \chi ({\mbox{rad}})={\frac {\pi \nu }{c}}\int \limits _{0}^{L}(n_{1}-n_{2})dl={\frac {\pi }{c}}\int \limits _{0}^{L}{\frac {\nu _{0\varepsilon }^{2}\nu _{B}\cos \theta }{\nu ^{2}-\nu _{B}^{2}}}dl}
при
{\displaystyle \nu >>\nu _{B}} ,
{\displaystyle \chi ({\mbox{rad}})={\frac {2{,}36\cdot 10^{4}}{\nu ^{2}}}\int \limits _{0}^{L}NB\cos \theta dl}
{\displaystyle \nu _{0\varepsilon }={\sqrt {\frac {Ne^{2}}{\pi m}}}}
— Електронна ленгмюрівска частота,
{\displaystyle N} — електронна концентрація
{\displaystyle B} — магнітне поле (всі величини в одиницях СГС).
Ця формула застосовна до досить розрідженої плазми (
{\displaystyle \nu _{0\varepsilon }<<\nu |\nu -\nu _{B}|}
) для частот, не дуже близьких до {\displaystyle \nu _{B}}. Крім того, мається на увазі, що на шляху поширення, хвиля не відчуває поглинання або розсіювання (
{\displaystyle {\frac {1}{2}}\int \limits _{0}^{L}(k_{1}+k_{2})dl<<1}
).

## Ефект Фарадея у радіоастрономії
Ефект Фарадея особливо важливий у радіоастрономії. Так, наприклад, в міжзоряному середовищі
для {\displaystyle N} = 0,1см3, {\displaystyle B} = 10−6Гс ({\displaystyle \nu _{B}} = 2,8Гс), {\displaystyle \theta } = 0 на шляху {\displaystyle L} = 100пк = 3,1∙1020см кут {\displaystyle \chi =8{,}1\cdot 10^{-4}\lambda ^{2}} ({\displaystyle \lambda } у см),
що дає {\displaystyle \chi } = 73рад для {\displaystyle \lambda } = 3м
та {\displaystyle \chi } = 0,73рад для {\displaystyle \lambda } = 30 см.
Вимірювання кута орієнтації еліпса поляризації випромінювання далекого джерела, на різних довжинах хвиль, дозволяє визначити міру обертання
{\displaystyle RM=\int \limits _{0}^{L}NB\cos \theta dl}
, тобто дає інформацію про щільність міжзоряного газу, магнітне поле і відстань до джерела.
Ефект Фарадея може також виникати при проходженні випромінювання крізь плазму в самому джерелі. Наприклад, у сонячній короні
при {\displaystyle N} = 108см−3, {\displaystyle B} = 10Гс, {\displaystyle \theta } = 0 на шляху {\displaystyle L} = 1010см
кут {\displaystyle \chi \approx 260\lambda ^{2}}, тобто {\displaystyle \chi } > 1 при {\displaystyle \lambda } > 0,06 см.

## Фарадеєвська деполяризація
Часто ефект Фарадея призводить до зменшення ступеня лінійної поляризації випромінювання (фарадеєвська деполяризація). Наприклад, якщо протяжне вздовж променя зору джерело лінійно поляризованого (в одному напрямку) випромінювання знаходиться в плазмі з магнітним полем, то від різних частин джерела спостерігач приймає випромінювання з різно орієнтованої (через різні шляхи {\displaystyle L}) поляризацією, що зменшує поляризацію сумарного випромінювання. Через це, зокрема, поляризація синхротронного випромінювання в площині Галактики спостерігається тільки в напрямках, перпендикулярних магнітному полю, де ефект Фарадея малий. Фарадеєвська деполяризація виникає також внаслідок кінцевої ширини смуги частот {\displaystyle \Delta \nu } приймальної апаратури, коли зміна {\displaystyle \chi (\nu )} у цій смузі не мала:
{\displaystyle {\frac {\Delta \nu }{2\nu _{0}}}\chi (\nu _{0})>1}
{\displaystyle \nu _{0}} — Робоча частота.

## Ефект Фарадея в оптично товстій плазмі
В оптично товстій плазмі (тобто при
{\displaystyle {\frac {1}{2}}\int \limits _{0}^{L}(k_{1}+k_{2})dl>>1}
) ефект Фарадея суттєвий, якщо {\displaystyle \chi } > 1 на середній довжині хвилі пробігу фотона — тобто при
{\displaystyle \delta \equiv {\frac {2\pi \nu }{c}}{\frac {|n_{1}-n_{2}|}{k_{1}+k_{2}}}>1}
Якщо у плазмі виникають фотони, поляризація яких не збігається з поляризацією НВ (наприклад, при синхротронному випромінюванню релятивістських електронів або при томсонівскому розсіянні), то при {\displaystyle \delta } > 1 відбувається деполяризація (порушується фазовий зв'язок між НВ) через хаотичний розподіл частинок, що випромінюють або розсіюють; при {\displaystyle \delta } >> 1 випромінювання поширюється у плазмі і виходить з неї у вигляді некогерентної суміші НВ. Зокрема, при {\displaystyle \nu _{B}<<\nu } магнітне поле зменшує лінійну поляризацію для довжин хвиль
{\displaystyle \lambda >\lambda _{*}\equiv 2\pi {\sqrt {\frac {2e}{3B_{||}}}}\approx 1{,}12\cdot 10^{-4}B^{-1/2}}
см, де {\displaystyle B_{||}=B\cos \theta }
Для {\displaystyle B_{||}\sim (3\div 10)}Гс, {\displaystyle \lambda _{*}} потрапляє в оптичний діапазон, а для {\displaystyle B_{||}\sim (10^{6}\div 10^{10})}Гс — в рентгенівській. Таким чином, вимірювання спектру лінійної поляризації оптичних і рентгенівських джерел дозволяє визначати магнітне поле в випромінюючої області.